# Хамді Марзукі
Хамді Марзукі (фр. Hamdi Marzouki, нар. 23 січня 1977, Мекрін) — туніський футболіст, що грав на позиції захисника.
Виступав, зокрема, за клуби «Клуб Африкен» та «Бізертен», а також національну збірну Тунісу.

## Клубна кар'єра
У дорослому футболі дебютував 1999 року виступами за команду «Клуб Африкен», в якій провів три сезони і в 2000 році став переможцем Кубка Тунісу.
У 2002 році він перейшов в «Стад Тунізьєн», з ним він також в 2003 році ставав володарем національного кубка. У 2004 році Марзукі повернувся в «Клуб Африкен», а через рік став гравцем еміратської команди «Дібба Аль-Фуджайра». Потім в його кар'єрі був кувейтський «Аль-Арабі» (Кувейт).
У 2007 році Марзукі повернувся на батьківщину, ставши футболістом клубу «Хаммам-Ліфа». У 2008—2010 роках він виступав за «Бизертен», а в сезоні 2010/11 грав за «Габес», після чого завершив професійну ігрову кар'єру.

## Виступи за збірну
2000 року дебютував в офіційних матчах у складі національної збірної Тунісу.
У складі збірної був учасником Кубка африканських націй 2002 року у Малі, де провів дві гри групового етапу з Замбією і Єгиптом. Влітку того ж року поїхав і на чемпіонат світу 2002 року в Японії і Південній Кореї, але на полі в рамках першості так і не вийшов.
Всього протягом кар'єри у національній команді, яка тривала 5 років, провів у формі головної команди країни 10 матчів.

## Досягнення
- Володар Кубка Тунісу: 1999/00, 2002/03